# Eterociste
Un eterociste (plurale "eterocisti") è in botanica un tipo di cellula adibita alla fissazione dell'azoto atmosferico e alla conversione dello stesso in ammoniaca. 
Gli eterocisti si sviluppano in condizioni di assenza di azoto. Una caratteristica importante degli eterocisti è la presenza di una parete molto spessa impermeabile all'ossigeno e incompatibile con l'azione fissativa dell'azoto. La capacità di fissare l'azoto è data dalla presenza di un enzima, la nitrogenasi. 
Nell'eterociste avviene la conversione di N2 in NH3. Tramite connessioni presenti nell'eterociste, l'ammoniaca passa alle cellule vicine. In questo caso si assicura la sopravvivenza per lo meno delle cellule vicine all'eterociste. 
Se improvvisamente viene riversato azoto nell'ambiente il processo viene interrotto e la cellula può tornare cellula vegetativa ma quando le condizioni rimangono sempre di forte carenza il processo procede finché non diventa irreversibile . La presenza dell'attività di fissazione dell'azoto è contraria alla fotosintesi, per questo non coesiste in tutte le cellule.